# Jordi Vila-Puig i González
Jordi Vila-Puig i González (Barcelona, 24 d'abril de 1956) és un carismàtic jugador d'hoquei sobre patins català de les dècades de 1970 i 1980.

## Trajectòria
La seva carrera va transcórrer sempre al FC Barcelona, on hi va entrar com a jugador infantil a la temporada 1970-71, i va deixar la banqueta com a primer entrenador de l'equip la temporada 1992-93. Quan encara era juvenil, el 1974, va debutar en el primer equip, al costat de jugadors tan emblemàtics com Jordi Villacorta o Manel Chércoles. Al 1975, encara juvenil, va debutar amb la selecció espanyola en l'europeu de Viareggio.
En el primer equip jugà 14 temporades, entre 1974 i 1987, guanyant 34 títols. En total, 8 lligues, 9 copes d'Europa, 7 copes del Rei, 6 supercopes d'Europa, 1 recopa d'Europa, 1 mundialet de clubs i 2 Coups de Nations.
Amb la selecció espanyola jugà entre 1975 i 1985 i guanyà 2 mundials, 3 campionats europeus, 3 tornejos Internacionals Oliveras de la Riva, una copa de les Nacions i un campionat d'Europa júnior.
També fou entrenador del Barça entre 1989 i 1992.
Entre els anys 1995 i 1997 va ser el General Manager de l'equip de futbol americà Barcelona Dragons, guanyant la World League al 1997.
Ara es dedica a la gestió d'esdeveniments esportius.

## Palmarès
FC Barcelona
- Copa d'Europa:
  - 1974, 1978, 1979, 1980, 1981, 1982, 1983, 1984, 1985
- Supercopa d'Europa:
  - 1980, 1981, 1982, 1983, 1984, 1985
- Lliga d'Espanya:
  - 1977, 1978, 1979, 1980, 1981, 1982, 1984, 1985
- Copa d'Espanya:
  - 1975, 1978, 1979, 1981, 1985, 1986, 1987
- Mundialet:
  - 1983
- Recopa d'Europa:
  - 1987

- - 1978, 1980

Selecció espanyola
- Campionat del Món:
  - 1976, 1980
- Campionat d'Europa:
  - 1979, 1981, 1985
- Copa de les Nacions (selecció espanyola):
  - 1976
- Campionat d'Europa júnior:
  - 1973
- Torneig Internacional Oliveras de la Riva:
  - 1978, 1980, 1985